# Zdziechowice (województwo opolskie)
Zdziechowice (niem. Seichwitz) – wieś w Polsce położona w województwie opolskim, w powiecie oleskim, w gminie Gorzów Śląski.
| SIMC    | Nazwa              | Rodzaj    |
| ------- | ------------------ | --------- |
| 0132167 | Zawady             | część wsi |
| 0132173 | Zdziechowice Dolne | część wsi |
| 0132180 | Zdziechowice Górne | część wsi |

W latach 1945-54 siedziba gminy Zdziechowice. W latach 1975–1998 miejscowość należała administracyjnie do województwa częstochowskiego.

## Nazwa
Nazwa pochodzi od staropolskiej nazwy oznaczającej dziewczynę - "dziewoję". Heinrich Adamy w swoim dziele o nazwach miejscowych na Śląsku wydanym w 1888 roku we Wrocławiu wymienia najstarszą nazwę miejscowości w polskiej formie Dziechowice tłumacząc jej znaczenie "Magdedorf" czyli po polsku "Wieś dziewój, dziewczyn, służących". Nazwa została później zgermanizowana przez Niemców na Seichwitz w wyniku czego utraciła swoje pierwotne znaczenie.
W alfabetycznym spisie miejscowości na terenie Śląska wydanym w 1830 roku we Wrocławiu przez Johanna Knie wieś występuje pod obecnie używaną, polską nazwą Zdziechowice oraz niemiecką Seichwitz. Spis wymienia trzy wsie (lub jej części), które traktowane są jak jedna miejscowość - Ober, Mittel oraz Nieder Seichwitz podając także nazwy w gwarze śląskiej: górne Zdziechowice, strzednie Zdziechowice oraz dólne Zdziechowice. Ze względu na słowiańskie brzmienie pierwotnej nazwy nazistowska administracja III Rzeszy zmieniła ją w 1936 r. na nową, całkowicie niemiecką -Richterstal

## Zabytki
We wsi znajdują się:
- kościół pw. Najświętszego Serca Pana Jezusa zbudowany w latach 1914–1916 na miejscu starszego z 1733 r. Istniejący wcześniej drewniany kościół z XVI w. przeniesiono do wsi Nasale w 1939 r.
- murowany dwór z XIX w. także się zachował, dziś mieści się w nim przychodnia lekarska.
- ceglana szkoła z XIX w., która została zamknięta w 2003 r.